# 王书慧
王书慧（1993年7月12日—），江苏泗洪人，中国女子手球运动员，效力于江苏队。她代表中国国家队参加了2013年世界女子手球锦标赛，最终获得第18名。